# Polistiopsis williamsi
Polistiopsis williamsi là một loài ruồi trong họ Tachinidae.